# 傅良
傅良（穆麟德轉寫：fuliyang，？—1777年），《清史稿》稱其為富良，沙濟富察氏，满洲镶黄旗人，孝賢純皇后堂兄，父親為清初太保、保和殿大學士馬齊，祖父為戶部尚書、議政大臣米思翰。清朝重臣、軍事人物，官至西安將軍兼領侍衛內大臣，襲爵一等敦惠伯兼一雲騎尉。諡恭勤。

## 生平

### 勳貴出身
傅良出身於清朝頂級勳貴家族－沙濟富察氏，不僅是作為滿族八大姓之一的身分，還有歷經康雍乾三代，百餘年來榮寵不衰，文武一品大臣層出不窮的大家族。沙濟富察氏起源於富爾河，在明代屬建州右衞，而在清代開始發家的始祖最早可以追朔到率領沙濟富察氏部眾追隨努爾哈赤的旺吉努，隨後他被封為牛錄額真，開啟了家族的繁榮之路。
到了傅良的曾祖父哈什屯時，其在順治元年（1644年），官拜內大臣、議政大臣，後又被加太子太保銜，並累封至一等男爵兼一雲騎尉的爵位，死後被追諡「恪僖」。而後其祖父米思翰亦在康熙朝官至戶部尚書、議政大臣，其父馬齊在康雍兩朝更是受到極大重用，官至太保、保和殿大學士，爵封二等敦惠伯爵，死後被追諡「文穆」，並追封了太傅銜。
雍正三年八月（1725年9月）時，雍正皇帝便因其父馬齊的總理朝堂事務之功，讓身為馬齊第十一子的傅良，襲正四品騎都尉的世職。

### 為官顯赫
因此在最初開始傅良就是在乾隆十五年（1750年）以從二品散秩大臣的身分進入官場，並承襲合併了其父的一等敦惠伯爵兼一雲騎尉的爵位，所以傅良可以說是享有了有清一代裡勳貴重臣中最為高貴的出身了。
乾隆十六年（1751年），授鑾儀衛鑾儀使一職。
乾隆十八年（1753年），授鑲白旗滿州副都統一職。
乾隆二十五年（1760年），授伯都訥副都統一職。
乾隆二十六年（1761年），因時任伯都訥副都統的傅良認為，伯都訥（今吉林省扶余縣）旗民雜處，並且關押要犯的地方，一向分為四門堆房，容易導致命犯逃脫，因此希望能夠上奏朝廷，請求能在該地設立監獄，並且挑選驍騎校當中勤勞慎重的人來進行管理，而後經他的直屬上司吉林將軍恒祿上奏朝廷，朝廷在聽聞此事後，隨即應允了傅良的方案。

乾隆二十七年（1762年），傅良再次上奏，說道吉林當地借支庫銀的兵丁裡面，有因為老病而被軍隊革退的，若是曾經出兵打仗而獲有功牌或是因此受傷的兵丁，則應該免去其欠款；而若是出兵卻未曾打仗或是將其子孫和侄兒挑補本缺的兵丁，則照原來所欠的庫銀來還款。
乾隆二十八年正月（1763年），調任吉林副都統一職。四月，擢升為歸化城都統，但因歸化城都統一職被裁撤縮編為副都統的品級，因此朝廷讓傅良以都統銜的身分，繼續擔任吉林副都統一職。七月，授鑲藍旗漢軍都統一職。

## 家庭
- 子善明，乾隆四十二年袭其父骑都尉世职（载《钦定八旗通志：镶黄旗满洲世职》卷279）。